# Надеждино (Зеленоградский район)
Надеждино— посёлок в Зеленоградском районе Калининградской области. До 2016 года входил в состав Ковровского сельского поселения.

## Население
| 2002 | 2010 |
| ---- | ---- |
| 38   | ↘22  |

## История
В 1946 году Твергайтен был переименован в поселок Надеждино.